# Ailao Shan
Ailao Shan (chiń. 哀牢山; pinyin Āiláo Shān) – pasmo górskie w południowych Chinach, w południowo-zachodniej części Wyżyny Junnan-Kuejczou, w prowincji Junnan. Rozciąga się wzdłuż prawego brzegu rzeki Yuan Jiang na długości ok. 450 km. Wznosi się średnio na wysokość 1500–2000 m n.p.m. Najwyższy szczyt osiąga 3166 m n.p.m. Zbudowane z łupków krystalicznych oraz pokrywających je mezozoicznych wapieni i skał osadowych. Występuje rozwinięta rzeźba krasowa. Zbocza porośnięte są lasami monsunowymi a najwyższe partie lasami sosnowymi. Występują także zarośla bambusowe. Dominują gleby laterytowe. W górach znajdują się złoża cyny.